# Иринарх (Тымчук)
Епископ Иринарх (в миру Денис Иванович Тымчук; 3 августа 1987, Новгородское, Донецкая область) — епископ Украинской православной церкви (Московского патриархата), епископ Новопсковский, викарий Северодонецкой епархии.

## Биография
Родился 3 августа 1987 года в посёлке городского типа Новгородское Донецкой области в семье рабочих. Крещён в 1988 году в Свято-Николаевском храме села Виженка Черновицкой области.
С 1994 по 2004 год учился в Новгородской общеобразовательной школе 1-3 ступеней.
В 2006 году поступил в Киевскую духовную семинарию, которую окончил в 2010 году.
12 декабря 2010 года управляющим делами Украинской православной церкви архиепископом Белоцерковским и Богуславским Митрофаном (Юрчуком) был пострижен в монашество с именем Иринарх в честь мученика Иринарха Севастийского.
26 декабря 2010 года викарием Белоцерковской епархии, епископом Ракитнянским Никодимом (ныне митрополит Северодонецкий и Старобельский) рукоположен в сан иеродиакона.
14 января 2011 года был рукоположен в сан иеромонаха архиепископом Белоцерковским и Богуславским Митрофаном.
С 2010 года клирик Спасо-Преображенского кафедрального собора г. Белая Церковь. 8 января 2012 года награжден правом ношения наперсного креста.
17 июля 2012 года, согласно прошению, почислен за штат Белоцерковской епархии с правом перехода в Луганскую епархию. 18 сентября 2012 года архиепископом луганским и Алчевским Митрофаном принят в штат клира луганской епархии и назначен ризничим Петро-Павловского кафедрального собора г. Луганска, а также эконом епархиального управления. 18 ноября 2012 года награжден правом ношения креста с украшениями.
С 2012 по 2016 год учился в Киевской духовной академии.
15 января 2013 года, согласно прошению, почислен за штат Луганской епархии с правом перехода в Северодонецкую епархию.
3 февраля 2013 года епископом Северодонецким и Старобельским Никодимом принят в штат клира Северодонецкой епархии и назначен ризничим Христо-Рождественского кафедрального собора г. Северодонецк, а также благочинным Северодонецкого округа. 30 мая 2013 года возведён в сан архимандрита.
С 17 апреля 2014 года — секретарь Северодонецкой епархии. 7 апреля 2015 года назначен председателем ревизионной комиссии при Северодонецком епархиальном управлении. 5 апреля 2019 года назначен настоятелем Свято-Успенского храма г. Рубежное Луганской области.
17 августа 2020 года решением Священного Синода Украинской Православной Церкви избран епископом Новопсковским, викарием Северодонецкой епархии.
22 августа 2020 года во Всехсвятском храме Свято-Пантелеймоновского женского монастыря в Феофании состоялось его наречение епископа Новопсковского, викария Северодонецкой епархии.
28 августа 2020 года в Успенском соборе Киево-Печерской Лавры состоялась епископская хиротония в епископа Новопсковского, викария Северодонецкой епархии, которую возглавил митрополит Киевский и всея Украины Онуфрий (Березовский), митрополит Вышгородский и Чернобыльский Павел (Лебедь), митрополит Бориспольский и Броварской Антоний (Паканич), митрополит Северодонецкий и Старобельский Никодим (Барановский), митрополит Нежинский и Прилукский Климент (Вечеря), епископ Барышевский Виктор (Коцаба), епископ Макаровский Гедеон (Харон), епископ Переяслав-Хмельницкий Дионисий (Пилипчук), епископ Згуровский Амвросий (Вайнагий), епископ Вишневский Спиридон (Романов), епископ Ирпенский Лавр (Березовский), епископ Бородянский Марк (Андрюк), епископ Ладанский Феодосий (Марченко).